# あま市立七宝小学校
あま市立七宝小学校（あましりつ しっぽうしょうがっこう）は、愛知県あま市七宝町桂角田1777番地にある公立小学校。

## 校区
旧・海部郡七宝町の小学校である。校区は七宝町安松、七宝町下田、七宝町桂（一部）、七宝町川部（一部）である。
あま市立七宝中学校の学区に含まれている 。

## 沿革

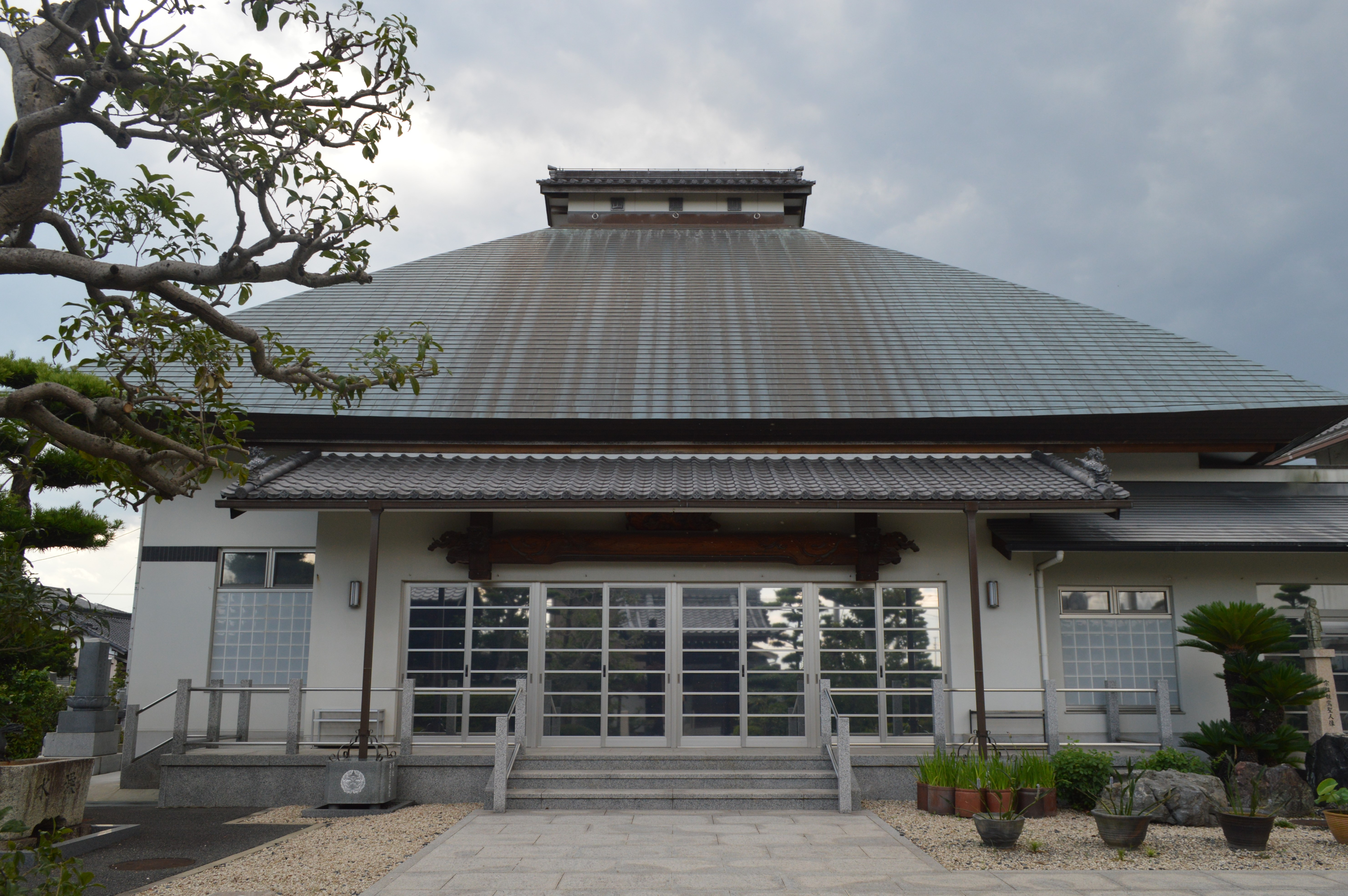
義校が置かれた法光寺

七宝小学校の公式ウェブサイトでは、開校は1947年（昭和22年）となっているが、ここではそれ以前についても記述する。
- 1873年（明治6年）
  - 3月 - 伝芳学校が開校。覚了寺[注釈 1]を仮校舎とする。遠島村、沖之島村の児童が通学する。
  - 8月 - 義校[注釈 2]が開校。桂郷内の法光寺[注釈 3]を仮校舎とする。秋竹村、桂村、川部村、下田村、伊麦村、安松村の児童が通学する。後に広済寺[注釈 4]を仮校舎とする。
- 1874年（明治7年）4月 - 義校が精貫学校に改称する。
- 1877年（明治9年） -
  - 伝芳学校が島松学校に改称する。安松村が校区に加わる。
  - 精貫学校が桂学校に改称する。伊麦村に分教場を設置。安松村が島松学校に移る。
- 1877年（明治10年）8月 - 島松学校が沖之島学校と遠島学校に分立する。沖之島学校は覚了寺を仮校舎とし、遠島学校は安了寺[注釈 5]を仮校舎とする。
- 1878年（明治11年） - 沖之島学校が校舎を新築し、移転する。
- 1880年（明治13年） - 遠島学校が民家を仮校舎とする。翌年、別の民家に移転する。
- 1881年（明治14年）7月31日 - 桂学校の伊麦村の分教場が独立し、伊麦学校となる。伊麦学校には伊麦村、徳実村、下之森村、鯰橋村、鷹居村の児童が通学する。
- 1882年（明治15年）3月31日 - 桂学校が校舎を新築し、移転する。
- 1883年（明治16年）1月 - 遠島学校が校舎を新築し、移転する。
- 1885年（明治18年）3月 - 遠島学校に沖之島学校が統合する。沖之島学校は沖之島分教場となる。
- 1887年（明治20年）4月1日 - 伊麦学校が廃校。徳実村、下之森村、鯰橋村、鷹居村の児童は須成村（現・蟹江町）の須成学校に移る。伊麦村の児童は桂学校に移る。桂学校は教室が不足したため、広済寺に分教場を設置する。
- 1888年（明治21年）7月 - 桂学校が校舎を増築する。広済寺の分教場を廃止。
- 1889年（明治22年）10月1日 -
  - 伊麦村が伊福村に改称する。
  - 安松村、遠島村、沖之島村が合併し、宝村が発足。同時に遠島学校は宝尋常小学校に改称する。
  - 秋竹村、桂村、川部村、下田村が合併し、井和村が発足。
- 1890年（明治23年）10月1日 - 伊福村、徳実村、下之森村、鯰橋村、鷹居村が合併し、伊福村が発足。
- 1891年（明治24年）
  - 10月28日 - 濃尾地震により桂学校、宝尋常小学校の校舎が全壊する。
  - 11月22日 - 桂学校が旧・伊麦学校校舎を仮校舎として授業を再開する。
  - 12月29日 - 桂学校が旧・伊麦学校校舎から民家に移転する。
- 1892年（明治25年）
  - 5月 - 伊福村に伊福尋常小学校が開校。桂学校、須成学校から児童が移る。
  - 7月 - 桂学校が井和尋常小学校に改称する。
- 1893年（明治26年）
  - 7月22日 - 井和尋常小学校が校舎を新築し、移転する。
  - 11月 - 宝尋常小学校が校舎を新築する。宝尋常小学校沖之島分教場が独立し、沖之島尋常小学校となる。
- 1900年（明治33年）6月18日 - 井和尋常小学校が地蔵堂分教場を設置する。
- 1906年（明治39年）7月1日 - 宝村、井和村、伊福村が合併し、七宝村が発足。
- 1907年（明治40年）2月27日 -
  - 井和尋常小学校と伊福尋常小学校が統合し、七宝尋常小学校となる。統合校舎は無く、旧・井和尋常小学校を井和分教場、旧・伊福尋常小学校を伊福分教場、旧・ 井和尋常小学校が地蔵堂分教場を地蔵堂分教場とし、広済寺に広済寺分教場を設置する。
  - 宝尋常小学校と沖之島尋常小学校を統合し、遠島尋常小学校となる。統合校舎は無く、旧・宝尋常小学校を宝分教場、旧・沖之島尋常小学校を沖之島分教場とする。
- 1909年（明治42年）
  - 4月1日 - 七宝尋常小学校に高等科を設置し、七宝尋常高等小学校に改称する。
  - 8月7日 - 七宝尋常高等小学校の統合校舎の一部が完成する。井和分教場、伊福分教場、地蔵堂分教場、広済寺分教場を廃止。
- 1910年（明治43年）4月 - 安松が遠島尋常小学校から七宝尋常高等小学校に移る。
- 1911年（明治44年）5月15日 - 七宝尋常高等小学校の校舎の竣工式を行う。
- 1930年（昭和5年）12月9日 - 七宝尋常高等小学校と遠島尋常小学校を統合し、七宝尋常高等小学校となる。統合校舎は無く、旧・七宝尋常高等小学校を南部仮教場、旧・遠島尋常小学校を北部仮教場とする。
- 1936年（昭和11年）3月5日 -
  - 統合校舎を七宝村大字桂字角田1777（現在地）に新築する。
  - 南部分教場を七宝村大字伊福字下河原127[注釈 6]に新築し、移転。尋常科1・2年が通学する。
  - 北部分教場を七宝村大字遠島字大切戸1478[注釈 7]に新築し、移転。尋常科1・2年が通学する。
- 1941年（昭和16年）4月1日 - 七宝国民学校に改称する。
- 1947年（昭和22年）4月1日 - 七宝村立七宝小学校に改称する。南部分教場は伊福分校、北部分教場は遠島分校に改称する。分校は1・2年が通学する。
- 1966年（昭和41年）4月1日 - 七宝村が町制施行し、七宝町となる。
- 1969年（昭和44年）4月1日 - 遠島分校が独立し、七宝町立宝小学校が開校する。
- 1974年（昭和49年）4月1日 - 伊福分校が独立し、七宝町立伊福小学校が開校する。
- 1978年（昭和53年）4月1日 - 七宝町立秋竹小学校を分離する。
- 2010年（平成22年）3月22日 - 七宝町、美和町、甚目寺町が合併し、あま市が発足。同時にあま市立七宝小学校に改称する。

## 七宝小学校講堂
1936年（昭和11年）竣工の七宝小学校講堂が現存している。木造平屋建、延床面積は400m2。屋根はトタンなどの瓦棒葺。七宝小学校講堂はあま市に現存する最古の公共施設とされる。また、鉄筋コンクリート造の正門も講堂と同時期の竣工である。

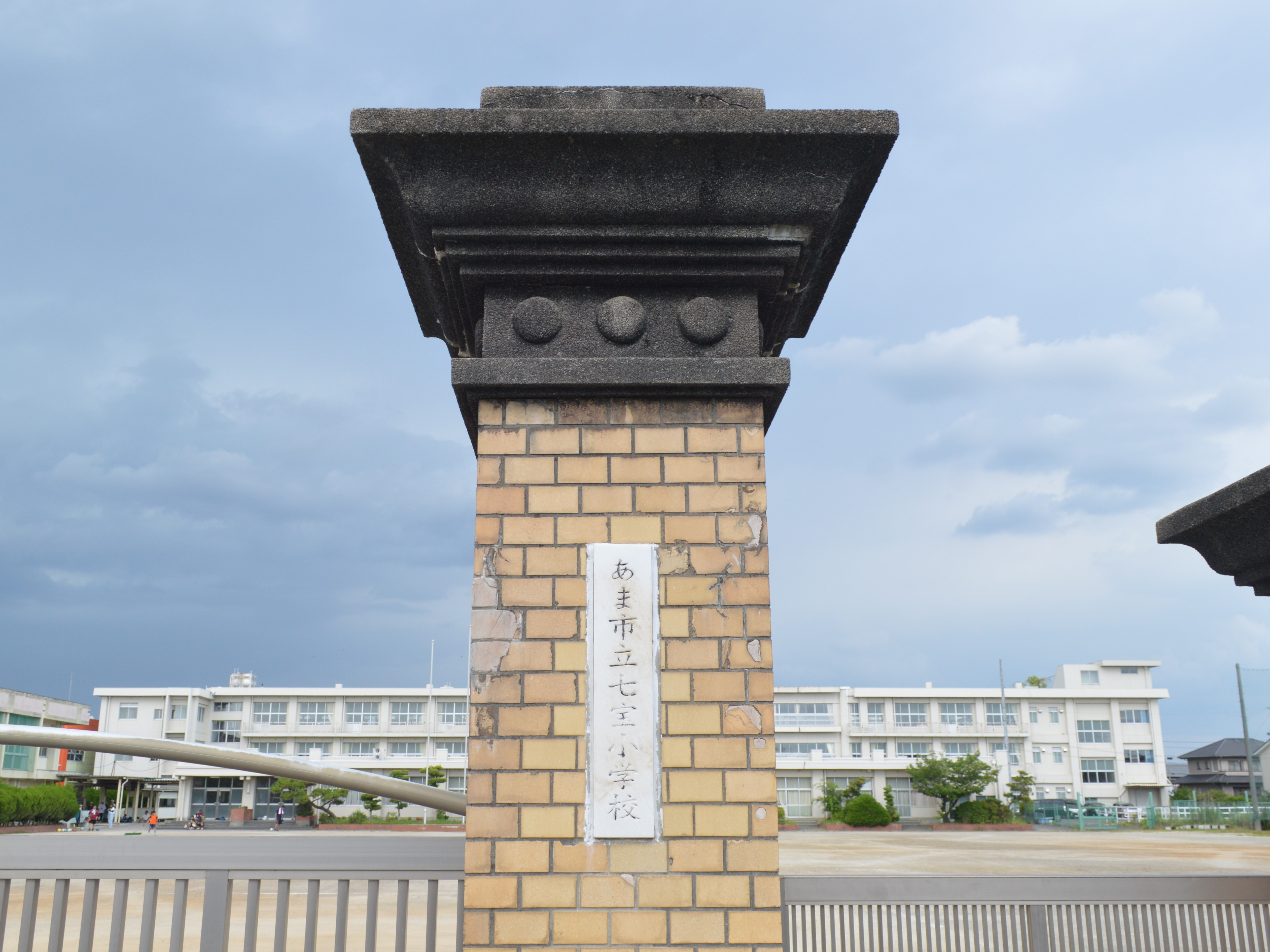
1936年頃竣工の正門

## 交通アクセス
- 名鉄バス名古屋・津島線【40系統・41系統・43系統・44系統】「安松」バス停より徒歩約5分。
- あま市巡回バス南部巡回ルート「七宝公民館」バス停より徒歩約3分。
- 名鉄津島線七宝駅下車、徒歩約40分。

## 周辺施設
- あま市七宝庁舎
- 七宝公民館
- 七宝こども園
- 七宝総合体育館
- あま市立七宝中学校
- あま市立秋竹小学校
- 名古屋市立赤星小学校
- ナフコ七宝店